# André Delons
André Delons est un écrivain, poète et critique de cinéma français, né le 30 janvier 1909 au Vésinet (Yvelines) et mort en mai 1940 à Dunkerque (Pas-de-Calais).

## Biographie
André Delons rencontre le groupe Le Grand Jeu, créé et animé par René Daumal, Roger Gilbert-Lecomte, Roger Vailland et Robert Meyrat, à la fin de l'année 1928. Il publie deux textes dans le troisième numéro de la revue du même nom. Ami de Jacques Brunius et de Denise Bellon, avec lesquels il a collaboré , il écrit également dans Bifur et dans La Revue du cinéma.
Pour Les Cahiers du Sud, il dirige un numéro spécial consacré au peintre Joseph Sima.
Cousin de l'artiste-peintre Jacqueline Lamba, il lui fait découvrir la production littéraire des surréalistes et notamment celle d'André Breton avec le récit Nadja. Ce livre est à l'origine du désir et de la volonté de Jacqueline Lamba d'en connaître l'auteur ; en août 1934, Jacqueline Lamba épouse André Breton.
André Delons disparaît en mer au cours de la bataille de Dunkerque, à la fin du mois de mai 1940.

## Œuvres
- Poèmes, 1927-1933 (1986)
- Au carrefour du Grand Jeu et du surréalisme : textes polémiques et artistiques (1988)
- Chroniques des films perdus : écrits de cinéma, 1928-1933 (1995)

### Filmographie
- Les Eaux noires, film de Nicolas Droin et Prosper Hillairet, avec la participation de Simone Delons et Catherine Delons, 2014